# Система маркировки и прослеживаемости товаров (Россия)
Система маркировки и прослеживания товаров в России — специальный вид информационных систем, предназначенных для контроля прохождения товаров от производителей и/или импортеров через торговые сети потребителям.
В России, по состоянию на конец 2019 года, работают несколько таких систем. Ряд проектов работал в предшествующие годы и был закрыт, но в целом в последние годы круг товаров, подлежащих контролю, резко увеличился и планируется его дальнейшее расширение.
Крупнейшей системой маркировки является «Честный знак» (товары лёгкой промышленности, шубы, обувь, табак, лекарства, молочная продукция, шины и ряд других товарных групп; с 2024 года — все товарные группы). Оператором системы распоряжением Правительства РФ без конкурса назначена компания ЦРПТ (совместное предприятие Алишера Усманова, «Ростеха» и Александра Галицкого).
Среди прочих работающих систем можно перечислить:
- ЕГАИС, предназначенную для контроля оборота алкогольной продукции.
- ЕГАИС учёта древесины и сделок с ней.
- ЕГАИС «Маркировка», предназначенная для учёта оборота продукции, изготовленной из натурального меха.
- ФГИС «Меркурий», предназначенную для обеспечения оборота продукции, подлежащей ветеринарному контролю.
- ФГИС «Зерно», предназначенную для обеспечения оборота зерна и продуктов его переработки.
- Система голографической маркировки цифровой аудивизуальной продукции.

## История в России
Первоначальные попытки маркировки товаров в России не опирались на цифровые технологии. Они сводились к различным вариациям акцизных марок и голографических наклеек. Первые товарные группы, охваченные такими системами — это алкогольная продукция, табачные изделия и аудиовизуальная продукция. Наряду с федеральной маркировкой в 1990-е годы ряд регионов пытался вводить региональную маркировку.
- 4 февраля 2015 г на совещании Президента РФ Владимира Путина с членами Правительства было объявлено решение о создании федеральной государственной информационной системы мониторинга движения лекарственных препаратов от производителя до конечного потребителя с использованием маркировки (ФГИС МДЛП). Начало работ по проекту было оформлено поручением президента № Пр-285 20 февраля 2015 г., в соответствии с которым Министерству здравоохранения было поручено обеспечить разработку и поэтапное внедрение этой системы[2].

- В 2016 году была внедрена система обязательной маркировки меховых изделий, разработанная ФНС России. По оценке «Центра развития перспективных технологий», к декабрю 2018 года система позволила вывести из незаконного оборота бо́льшую часть рынка. При этом количество меховых изделий, появившихся на рынке, выросло в 13 раз, а реализация в розницу — в семь раз[3].

- Постановлением Правительства РФ от 24.01.2017 г. № 62 «О проведении эксперимента по маркировке контрольными (идентификационными) знаками и мониторингу за оборотом отдельных видов лекарственных препаратов для медицинского применения» разработчиком и оператором системы МДЛП была определена Федеральная налоговая служба (ФНС)[2].

- С 01.11.2018 ФНС прекратила информационное сопровождение системы МДЛП, её дальнейшее сопровождение было передано оператору системы «Честный знак»[2].

- С 1 июля 2019 года молочная продукция должна была начать прослеживаться системой электронной ветеринарной сертификации ФГИС «Меркурий». В июне 2019 она была исключена из-под действия системы постановлением правительства РФ, её прослеживание было перенесено в сферу ответственности системы «Честный знак»[4]. С ноября 2019 года молочная продукция прослеживается обеими системами — и ФГИС «Меркурий», и «Честный знак»[5], начат эксперимент по их совместному использованию и интеграции[6]. Тогда же было постановление правительства о введении обязательной маркировки готовой молочной продукции. Она должна быть начата с 1 июня 2020 года, а с 1 декабря 2020 года оборот немаркированной готовой молочной продукции будет запрещён.

## Национальная система цифровой маркировки и прослеживаемости товаров «Честный знак»
Система «Честный знак», вводимая в России, подразумевает идентификацию каждой единицы товара путём присвоения уникальных цифровых кодов, защищённых криптографией. По мнению оператора системы, это позволяет государству, бизнесу и потребителю контролировать путь любого товара от производителя до конечного покупателя, противодействуя незаконному обороту.
В России обязательная маркировка ряда товаров (сигареты, обувь, одежда, шины и др.) введена с 2019 года. На молочную продукцию стали наносить маркировку с 1 июня 2020 года. К 2024 году планируется сделать маркировку сплошной для всех без исключения товаров.

### Оператор системы и схема функционирования
Распоряжением правительства РФ оператором системы без конкурса назначено ООО «Оператор-ЦРПТ» — дочерняя компания ООО «Центр развития перспективных технологий» (50 % ЦРПТ принадлежит структуре ООО «Юэсэм технологии», подконтрольному Алишеру Усманову и его партнёрам, ещё по 25 % — АО "ГК «Концерн Автоматика», входящему в состав госкорпорации «Ростех», и ООО «Элвис-плюс групп», принадлежащему Александру Галицкому). Назначение было осуществлено с подписанием соглашения о ГЧП.
Государство наделило правом выпускать коды только одну компанию. По информации ЦРПТ, единственность центра эмиссии является уникальным свойством российской системы (однако в Армении единый центр так же обслуживает широкий круг товарных групп).
Решение о создании до 2024 года системы сплошной маркировки товаров в форме государственно-частного партнёрства было принято правительством РФ и одобрено президентом РФ. Это государственно-частное партнёрство стало первым в России ГЧП в области информационных технологий. Частным партнёром проекта и оператором системы было выбрано ООО «Оператор-ЦРПТ», публичным партнёром и координатором — Минпромторг России.
Нормативно-правовое регулирование отношений в сфере маркировки обеспечивает Минфин России. Контроль за функционированием информационной системы, а также за деятельностью её оператора возложен на Минкомсвязь России.
Модель функционирования системы включает в себя идентификацию товара; создание информационной системы маркировки, в которой будет храниться вся информация о товаре и его движении; создание единого каталога товаров России.
Оператор системы будет получать 50 копеек (без НДС) с каждой единицы товара, для которой сгенерирован цифровой код, кроме некоторых товарных позиций, для которых он предоставляется бесплатно. По состоянию на декабрь 2019 года бесплатно предоставляются коды на товарные остатки обуви в магазинах и лекарства из перечня ЖНВЛП предельной отпускной стоимостью производителя ниже 20 рублей за единицу.

Пример кода Data Matrix.

Сгенерированный цифровой код преобразуется в двумерный штрих-код стандарта Datamatrix, который самостоятельно наносится производителем или импортёром на товар либо кодируется на прикрепляемой к товару RFID-метке. В дальнейшем коды, нанесённые на продукцию, используются для передачи информации о перепродаже и перемещении товара по всей цепочке поставки.
Общие инвестиции ЦРПТ в проект, в соответствии с договором о ГЧП, составят около 220 млрд рублей за 15 лет. Бюджетного финансирования проекта не предполагается. Срок окупаемости проекта — не менее 7 лет.
В обязанности оператора системы входят её разработка, эксплуатация, развитие, обеспечение безопасности, а также бесплатное оснащение производителей и импортёров устройствами для получения кодов, а медицинских учреждений — регистраторами выбытия лекарств.

### Оборудование для перехода на новую систему
Для заказа, нанесения, считывания и передачи данных о кодах требуется специальное оборудование. Список оборудования зависит от типа участника оборота товаров. Так, для розничной торговой точки необходимы онлайн-касса и регистратор выбытия. Для производителей и импортёров требуется 2D-сканер, терминал сбора данных, принтер этикеток и регистратор эмиссии. Для оптовой компании потребуется 2D-сканер, терминал сбора данных и принтер этикеток.
Центр развития перспективных технологий (ЦРПТ), управляющий Национальной системой цифровой маркировки «Честный знак», в 2022—2023 годах выделит 300 млн рублей инвестиций на проект по стимулированию локализации оборудования и комплектующих в России. Речь идёт о производстве принтеров для этикеток, камер технического зрения, комплектующих.
Помимо оборудования, для работы системы требуются программное обеспечение и система учёта. Программное обеспечение устанавливается на оборудование и управляет его работой. ПО позволяет вести учёт продукции, подлежащей прослеживанию через систему «Честный знак». Система учёта позволяет собирать и обрабатывать информацию о маркировке со всех производственных активов.
На сайте «Честного знака» предлагается перечень партнеров и интеграторов для настройки технических решений. Подтверждённые системы учёта и программное обеспечение производят технологические партнёры Оператора-ЦРПТ — компании 1С, SAP, Сканпорт.

### Аргументы в поддержку системы
Среди мотивов в поддержку внедрения подобных систем, и, в частности, конкретно системы «Честный знак» обычно называют:
- усиление контроля рынка государством;
- защита покупателей от контрафакта;
- повышение налоговых выплат.

Представители «Честного знака» и другие сторонники системы приводят следующие аргументы:
- Увеличение собираемости налогов; увеличение ВВП на 1,2 % за счёт снижения доли контрафакта. Утверждается, что свыше 360 млрд руб. будет получено за счет роста налоговых поступлений и ещё до 160 млрд — роста эффективности деятельности контрольно-надзорных органов.[источник не указан 120 дней]
- Необходимость борьбы с контрафактом, обеспечивающей преимущество легальным участникам рынка, соблюдающим законодательство и гарантирующей качество продукции для конечного потребителя; например, по данным Минпромторга за 2018 год в обороте было выявлено не менее 6 млн единиц контрафактной продукции, относящейся к лекарственным средствам. Присутствие подобных товаров на рынке может угрожать не только репутации продавцов, но и жизни и здоровью людей, которые их употребят для своего лечения[30]. По мнению отдельных производителей, уровень насыщенности рынка контрафактом по отдельным видам товаров может достигать 80 % и это создаёт серьёзное основание просить об обязательной маркировке товаров соответствующей группы. С такой просьбой к Минпромторгу в конце 2018 года обратилась, например, компания «Холдинг Аква», находившаяся, в тот момент, в процессе консолидации всего выпуска «Ессентуков»[31]. По ряду товарных групп на конец 2019 года доля контрафакта и фальсификата на рынке минеральной воды — 20—25 %[32], молочной продукции — до 25 %[33], лекарства — 1—2 %[34] (по некоторым данным, 5 %[35]), парфюмерия — 20 %, в лёгкой промышленности — 21 %[35] (дополнительную статистику см. в статье «контрафакт»).
- Сторонники внедрения системы утверждают, что оно не вызовет роста цен на легально выпускаемые товары, так как расширит покупательскую базу у их поставщиков за счёт контрафакта и что возможные затраты на маркировку компенсируются повышением доходов ритейлеров и производителей, работающих с легальной продукцией. Приводимые ими расчеты состоят в том, что планируемое снижение доли нелегальной продукции на 50-60, до 10 процентов может увеличить выручку легальных производителей до 50 миллиардов рублей на отрасль[36].
- Указывают так же, что уникальность системы по сравнению с зарубежными аналогами состоит в том, что в её дизайн изначально включён элемент общественного контроля за контрафактом. Потребителям предлагается использовать мобильное приложение системы для того, чтобы выяснять происхождение товара или сигнализировать при обнаружении товара явно незаконного происхождения[36].

### Критика
Критики системы обращают внимание на то, что назначение оператора было осуществлено правительством РФ без конкурса и тендера (в результате применения федерального закона «О государственно-частном партнёрстве, муниципально-частном партнёрстве в Российской Федерации») и устанавливает монополию одной компании на всю систему маркировки. По мнению критиков, под видом маркировки бизнес, а как следствие — население фактически обкладывается новым налогом, который позволит обогащаться не только государству, но и олигархам, близким к Путину, что даёт почву для подозрений в наличии коррупции и злоупотреблении властью.
Введение маркировки (в сочетании с инициативой Минфина РФ об изменении налогового режима в отношении торговли маркированными товарами) негативно скажется на небольших торговых точках. Это связано с тем, что при торговле маркированными товарами нельзя применять специальные налоговые режимы — единый налог на вменённый доход и патентную систему. Большая часть несетевых магазинов не справится с возросшей налоговой нагрузкой и будет вынуждена закрыться либо оказаться в сфере теневой экономики.
Введение маркировки потребует затрат со стороны производителей и торговых точек. Стоимость оборудования для маркировки — от 30 тыс. руб. до сотен тысяч евро, также придётся оплачивать генерацию кодов, существенно усложняются бизнес-процессы на предприятиях и документооборот. Торговым точкам понадобится купить специальные сканеры кодов, а также внедрять онлайн-кассы и системы электронного документооборота. Расходы одного магазина, торгующего табачными изделиями, на применение системы электронной маркировки сигарет будут достигать 50-80 тыс. рублей в год. RFID‑метка обходится ретейлерам в 10-15 рублей. Всё это может привести к заметному подорожанию товаров.
Если стоимость одного кода Data Matrix составит 50 копеек, то только производители сигарет будут платить ЦРПТ около 6 млрд рублей в год. Введение обязательной маркировки на рынке минеральной воды может привести к банкротству мелких и средних производителей и росту цен. В 2020 ожидается подорожание табачных изделий и электронных сигарет на 25 %, одной из причин которого является введение маркировки.
По мнению гендиректора компании «Восток-Сервис» (лидер рынка по производству СИЗ) Сергея Ширяева, маркировка усложняет производственные процессы:

Для разных групп товаров предполагаются различные системы маркировки <…>. Эти системы могут отличаться как по принципам работы, так и по технике (разные адреса ввода информации и т. д. и т. п.). Такое разнообразие требует от нас дополнительных затрат и усилий: с каждой системой нужна отдельная интеграция наших информационных систем.

Маркировка сама по себе не контролирует качество товаров. Представитель «Русского табака» усомнился в том, что маркировка способна снизить долю контрафакта:

Движение контрафактной или нелегальной продукции никак не связано с этой системой, они существуют параллельно. Табак контрабандой ввозят, потом он реализуется через интернет или по нелегальной рознице. «Серые» сигареты не участвуют в маркировке, поэтому на них нельзя повлиять. Скорее всего, эта система лишь ухудшит ситуацию, так как легальную продукцию иметь станет невыгодно.

### Товары, подлежащие маркировке
| Товарная группа                                                            | Экспериментальная маркировка       | Обязательная маркировка |
| -------------------------------------------------------------------------- | ---------------------------------- | --- |
| Изделия из меха                                                            |                                    | с 12 августа 2016 года |
| Алкогольная продукция                                                      |                                    | с 1 января 2016 года |
| Лекарства                                                                  | с 2017 года                        | с 1 июля 2020 года |
| Ювелирные украшения, изделия из драгоценных камней и металлов              | с 1 июня по 1 ноября 2018 года     | неизвестно |
| Табачная продукция                                                         | с 1 января по 31 декабря 2018 года | с 1 марта 2019 года |
| Обувь                                                                      | с 1 июня по 31 декабря 2018 года   | с 1 июля 2020 года |
| Духи и туалетная вода                                                      |                                    | с 1 декабря 2019 года |
| Шины, покрышки пневматические резиновые новые                              |                                    | с 1 декабря 2019 года |
| Одежда из натуральной или композиционной кожи                              |                                    | с 1 декабря 2019 года |
| Женские блузки, блузы и блузоны машинного или ручного вязания из трикотажа |                                    | с 1 декабря 2019 года |
| Верхняя одежда                                                             |                                    | с 1 декабря 2019 года |
| Белье постельное, столовое, туалетное и кухонное                           |                                    | с 1 декабря 2019 года |
| Фотокамеры (кроме кинокамер), фотовспышки и лампы-вспышки                  |                                    | с 1 декабря 2019 года |
| Упакованная вода                                                           | с 1 апреля 2020                    | Эксперимент по маркировке упакованной воды был проведен с 1 апреля 2020 года по 1 июня 2021 года. Введение обязательной маркировки для категории упакованная вода: - c 1 декабря 2021 года для категории «минеральная вода»; - с 1 марта 2022 года для прочих категорий питьевой воды. |
| Готовая молочная продукция                                                 | с 15 июля 2019                     | Первоначально с 1 марта 2020 года. Постановлением правительства от 30.03.2020 № 371 срок эксперимента продлен до конца 2020 года. Обязательную маркировку планируют вводить поэтапно: - с 20 января 2021 г. — в отношении видов молочной продукции, коды ОКПД 2 и ТН ВЭД ЕАЭС которых будут определены Правительством РФ по результатам оценки результатов эксперимента; - не позднее 1 октября 2021 г. — в отношении иных видов молочной продукции, указанных в п. 11 Перечня, утв. распоряжением Правительства РФ от 28.04.2018 № 792-р. Это следует из распоряжения Правительства РФ от 30.03.2020 № 806-р. |

## Система прослеживаемости импортных товаров
С 8 июля 2021 года в России была введена система прослеживаемости импортных товаров. Она помогает вычислить продавцов, которые уклоняются от уплаты налогов и таможенных пошлин. Прослеживаемым признаётся товар, если он импортирован и указан в Перечне товаров, подлежащим прослеживаемости (утверждён Постановлением Правительства РФ от 01.07.2021 № 1110). К ним относятся холодильники и морозильники; стиральные машины; мониторы, телевизионные приёмники, проекторы; детские коляски и детские автокресла; тепловые промышленные насосы; автопогрузчики, бульдозеры, экскаваторы, дорожные катки. Все документы по прослеживаемым товарам оформляются только в электронном виде.

## Технические проблемы
При сбоях системы это способно заблокировать отгрузку продукции с предприятия.
Из-за ведения новых систем учёта возникают проблемы с кассовой техникой, происходят долгие «прогрузки» даже при пробитии чека, а большое количество контролирующих систем (в том числе ЕГАИС и др.) приводит к тому, что все порты касс заняты флэш-устройствами.
Кроме того, сам механизм подготовки печатных макетов этикеток для маркировки товаров совсем не идеален. Проблема заключается в том, что в станции управления заказами пользователь может получить готовый макет в виде файла PDF формата А4. Распечатать этикетки из такого файла на термотрансферном принтере под стандартные термоэтикетки не представляется возможным. Выхода два: заказывать макет этикетки в формате Jasper или конвертировать полученные в СУЗ файлы PDF со средствами идентификации DataMatrix обратно в коды маркировки и использовать сторонние средства подготовки печатных макетов.

## Зарубежные аналоги
Зарубежные системы маркировки и прослеживаемости товаров, в основном, либо не носят обязательного характера, либо сфокусированы на отдельных товарных группах. Однако, аналогичные по масштабам внедрения таких систем были осуществлены ранее в Белоруссии и Армении. Ряд государств идёт по пути постепенного расширения охватываемых такими системами товарных групп.
Наиболее часто обязательная маркировка и системы прослеживаемости вводятся в отношении лекарственных средств, а также алкогольной, табачной и сельскохозяйственной продукции.
Наряду с обязательными государственными существуют также частные системы маркировки и прослеживания товаров.

### Государственные системы
- Аргентина. С 2011 года осуществляется внедрение национальной системы маркировки и прослеживания товаров TRAFIP. Маркировке подлежат алкогольная, табачная продукция, пиво и минеральная вода.

- Армения. С 2013 года внедряется система маркировки и отслеживания товаров Vero code, предусматривающая маркировку специальными марками 42 групп товаров. Система разработана армянской компанией AM-PG, специализирующейся на высокозащищённой печатной продукции. Генерация и нанесение уникальных кодов на марки осуществляются самой компанией[48].

- Белоруссия. С марта 2005 года в рамках национальной системы АС БДБ осуществляется обязательная маркировка солодового пива и моторного масла. Впоследствии перечень товаров, подлежащих обязательной маркировке, многократно расширялся. По состоянию на 2014 год он включал в себя 20 товарных групп, относящихся к продовольственным товарам, бытовой химии, компьютерному оборудованию и др.[48] Маркировка товаров осуществляется специализированными контрольными знаками, производимыми на предприятиях, подведомственных Минфину РБ.

- Бразилия. Обязательная маркировка табачных изделий введена распоряжением от 2007 г, пива, безалкогольных напитков и минеральной воды распоряжением от 2008 г., лекарственных средств с 2016 г. распоряжением от 2009 г. Национальная система маркировки и прослеживания табачных изделий SCOPRIOS и аналогичная система SICOBE для напитков была разработана совместно компанией SICPA и бразильской компанией Casa do Moeda do Brasil. Код продукта, закодированный при помощи DataMatrix, печатается невидимыми чернилами на марках, которыми оснащается конечная продукция. Эмиссия кодов производится централизованно, активацию кодов осуществляет производитель[48].

- Евросоюз. В Евросоюзе введена обязательная маркировка нескольких видов товаров:

- С февраля 2019 года (первоначально планировалось с 2018), согласно Евродирективе, попубликованной в 2011 году, во всех странах ЕС, кроме Греции и Италии, введена в действие европейская система прослеживания лекарственных средств eTACT. В Греции и Италии она заработает с 2025 года. Эта система включает в себя обязательную маркировку вновь выпускаемых лекарственных средств и прослеживание цепочек их поставок вплоть до розницы. Она является частью стратегии ЕС по укреплению безопасности цепочки поставок лекарственных средств.
- Обязательная маркировка домашнего скота предусмотрена с 2005 года по Евродирективе от 2002 года.
- Директивой Евросоюза о табачной продукции (TPD), вступившей в силу с 2014 года, предусмотрено введение системы прослеживания и маркировки табачной продукции с 2019 года.
- Маркировка шин стала обязательной в Европе согласно закону (CE) № 1222/2009.

- Канада. С 2010 год внедрена система прослеживания табачной продукции. Маркировке подлежат как готовые изделия местного и иностранного производства, так и производимые в Канаде цельные листы табака (полуфабрикат). Дизайн акцизных марок разработан совместно Canadian Bank Note Company и швейцарским консорциумом SICPA, технология персонализации марок — проприетарная разработка SICPA. Персонализация марок происходит в момент их производства, их специальная активация не требуется[48].

- Китай В 2007—2013 предпринималась попытка создания единой обязательной системы маркировки для фармпрепаратов и пищевых продуктов. Проект не был поддержан производителями, в 2015 году состоялась официальная отмена обязательности системы. С 2016 ей присвоен «рекомендательный характер».

- Сингапур. По состоянию на 2015 год действовал проект по обязательной маркировке лекарственных средств RFID-метками. К этому[какому?] году фактически было промаркировано около 50 % подлежащих маркировке товаров, находящихся в обороте.

- США. Законом от 2013 г. предусмотрен оборот исключительно маркированных фармпрепаратов с 2023 г.

- Турция. Табачные изделия и алкоголь подлежат обязательной маркировке с 2007 г. Лекарственные средства подлежат обязательной маркировке с 2010 г, создана централизованная БД прослеживания товарных запасов лекарств. Система маркировки и отслеживания продукции BUIS, базирующаяся на системе SICPATRACE швейцарской компании SICPA[англ.] реализуется совместным швейцарско-турецким предприятием SICPA Assan[48]. Коды могут наноситься на специализированные защищённые марки или непосредственно на товар (например, на крышку бутылки).
- Филиппины. с 2014 года внедрена государственная система маркировки и прослеживания табачных изделий IRSIS. Маркировка продукции осуществляется при помощи персонализуемых уникальным алфавитно-цифровым и QR-кодом акцизных марок[48].

- Прочие
  - Система маркировки и отслеживания продукции SICPATRACE, наряду с Турцией, реализуется швейцарской компанией SICPA в Албании, Грузии и Марокко. Во всех случаях персонализация выпускаемых акцизных марок путём нанесения на них специального кода осуществляется централизованно компанией SICPA, а активация кодов — непосредственно производителем или импортёром[48].
  - Лекарственные средства подлежат обязательной маркировке в Албании, Индии.
  - Табачные изделия и алкоголь — в Малайзии, Индонезии, Индии, Марокко, Албании, Грузии, Эквадоре, Кении.